# Lũ lụt Hà Nam 2021
Kể từ ngày 17 tháng 7 năm 2021, tỉnh Hà Nam, Trung Quốc đã bị ảnh hưởng bởi lũ lụt nghiêm trọng, gây ra bởi một đợt mưa lớn kéo dài. Kỷ lục lượng mưa tối đa 201,9 mm trong một giờ đã được quan sát ở tỉnh lị Trịnh Châu. 19 trạm khí tượng trên địa bàn tỉnh đã gia hạn hồ sơ lượng mưa hàng ngày. Tính đến ngày 25 tháng 7 năm 2021, ít nhất 63 người thiệt mạng, ít nhất 5 người mất tích, 815.000 người sơ tán, 1,1 triệu người phải di dời và 9,3 triệu người bị ảnh hưởng. Lũ lụt có nhiều khả năng xảy ra do sự gia tăng thời tiết khắc nghiệt do biến đổi khí hậu ở Trung Quốc.

## Phân tích khí tượng
Lũ lụt được coi là một trong nhiều hiện tượng thời tiết cực đoan đã xảy ra trên toàn cầu vào năm 2021. Người ta đã đưa ra một số nguyên nhân gây ra lũ lụt tàn phá "bất thường" ở Hà Nam. Áp cao cận nhiệt đới ở Tây Thái Bình Dương và khu vực áp cao lục địa ở biển Nhật Bản và nội địa tây bắc Trung Quốc đã góp phần vào lượng mưa liên tục trong tỉnh. Ngoài ra, khu vực này còn ở cuối nhiệt độ cao cận nhiệt đới vào giữa tháng 7, nơi thường xuyên gây ra những trận mưa như trút nước và giông bão.